# Wakaba Irie
Wakaba Irie (入江若葉, Irie Wakaba), née le 12 mai 1943 à Minato (Tokyo) au Japon, est une actrice japonaise. Son vrai nom est Wakaba Tamura (田村若葉, Tamura Wakaba), puis après son mariage Wakaba Kobayashi (小林若葉, Kobayashi Wakaba).

## Biographie
Wakaba Irie est la fille de l'actrice Takako Irie, star du cinéma muet et de l'acteur et producteur Michiyoshi Tamura (ja). Elle commence sa carrière d'actrice dans le film La Légende de Musashi Miyamoto de Tomu Uchida en 1961.
Wakaba Irie a tourné dans plus de cinquante films entre 1961 et 2017,.

## Filmographie partielle
- 1961 : La Légende de Musashi Miyamoto (宮本武蔵, Miyamoto Musashi?) de Tomu Uchida : Otsu
- 1962 : Les Moines lanciers du temple Hozoin (宮本武蔵 般若坂の決斗, Miyamoto Musashi: Hannyazaka no kettō?) de Tomu Uchida : Otsu
- 1963 : À deux sabres (宮本武蔵 二刀流開眼, Miyamoto Musashi: Nitōryū kaigen?) de Tomu Uchida : Otsu
- 1964 : Seul contre tous à Ichijoji (宮本武蔵 一乗寺の決斗, Miyamoto Musashi: Ichijōji no kettō?) de Tomu Uchida : Otsu
- 1965 : Duel de l'aube (宮本武蔵 巌流島の決斗, Miyamoto Musashi: Ganryū-jima no kettō?) de Tomu Uchida : Otsu
- 1982 : La Nouvelle de la classe (転校生, Tenkōsei?) de Nobuhiko Ōbayashi : Chie Saitō
- 1983 : The Girl Who Leapt Through Time (時をかける少女, Toki o kakeru shōjo?) de Nobuhiko Ōbayashi : Noriko
- 1988 : Les Désincarnés (異人たちとの夏, Ijin-tachi to no natsu?) de Nobuhiko Ōbayashi
- 1991 : Futari (ふたり?) de Nobuhiko Ōbayashi : la mère de Mako
- 1991 : Oishii Kekkon (おいしい結婚?) de Yoshimitsu Morita
- 1992 : Seishun dendekedekedeke (青春デンデケデケデケ?) de Nobuhiko Ōbayashi : Shino Shirai
- 1993 : Nostalgie lointaine (はるか、ノスタルジィ, Haruka, nosutarujii?) de Nobuhiko Ōbayashi
- 1993 : Petite Fièvre des vingt ans (二十才の微熱, Hatachi no binetsu?) de Ryōsuke Hashiguchi
- 1995 : Demain (あした, あした?, Ashita) de Nobuhiko Ōbayashi
- 1998 : Sada (SADA〜戯作・阿部定の生涯, Sada: Gesaku · Abe Sada no shōgai?) de Nobuhiko Ōbayashi
- 1998 : Kaze no uta ga kikitai (風の歌が聴きたい?) de Nobuhiko Ōbayashi
- 1999 : Ano natsu no hi: Tondero jiichan (あの、夏の日 －とんでろ　じいちゃん－?) de Nobuhiko Ōbayashi
- 2002 : L'Été d'un garçon en 1945 (美しい夏キリシマ, Utsukushii natsu Kirishima?) de Kazuo Kuroki
- 2004 : Riyū (理由?) de Nobuhiko Ōbayashi
- 2007 : Tenkōsei: Sayonara anata (転校生 -さよなら あなた-?) de Nobuhiko Ōbayashi
- 2008 : Sono hi no mae ni (その日のまえに?) de Nobuhiko Ōbayashi
- 2017 : Hanagatami (花筐?) de Nobuhiko Ōbayashi